# Mathias Engl
Mathias Engl (* 20. Juni 1965 in München) ist ein deutscher Jazzmusiker (Trompete) und Physiker.

## Leben und Wirken
Engl, der in Wasserburg am Inn aufwuchs, begann im Alter von sechs Jahren mit dem Klavierspiel. Im Alter von elf Jahren wechselte er dann zur Trompete. 1980 lernte er den Jazz kennen und spielte bald in verschiedenen Big-, Funk- und Soulbands. Er absolvierte zunächst ein Physikstudium an der TU München. Am Max-Planck-Institut für Quantenoptik verfasste er unter der Leitung von Karsten Danzmann seine Diplomarbeit über die lichtspezifischen Eigenschaften von Hochleistungsspiegeln, um dann als freier Mitarbeiter in der Forschungsabteilung bei Siemens in Neuperlach zu arbeiten. Ab 1994 studierte er dann mit einem Jazzstipendium an der University of North Texas Trompete bei Leonard Candelaria und absolvierte 1997 mit einem Master.
Seit 1998 ist er zurück in München, wo er langjährig zu den Bigbands von Harald Rüschenbaum und Thomas Bendzko sowie zu Gregor Bürgers Earforce gehörte, aber als Solist und Sideman zudem in den Bigbands von Dusko Goykovich und Al Porcino konzertierte. Tanz- und Unterhaltungsmusik spielte er mit Hugo Strasser, der Serafin Showband und der Joe Williams Showband. Darüber hinaus arbeitete er regelmäßig als Solist bei der Unterbiberger Hofmusik, aber auch mit Swing Summit, Matt Noacks Secret Groove Service und Roger Jannotta/Thorsten Klentze. Weiterhin spielte er mit Don Menza, Bobby Shew, Philip Catherine, Claudio Roditi, Jay Ashby, Kim Nazarian oder den New York Voices. Er ist auch auf Alben mit dem Thorsten Klentze Quintett zu hören.